# Parti szkink
A parti szkink (Oligosoma smithii) a hüllők (Reptilia) osztályába a gyíkok (Sauria) rendjébe és a vakondgyíkfélék családjába tartozó faj.

## Előfordulása
Új-Zéland Északi-szigetének északi felén található meg.

## Megjelenése
Testhossza 8 cm. A parti szkink színe néha fekete.

## Életmódja
Nappal aktív. Tápláléka rovarok.